# Cikória
A cikória (Cichorium intybus var. foliosum) az őszirózsafélék (Asteraceae) családjába tartozó mezei katáng (Cichorium intybus) nemesített változata. Egyes fajtáit levelükért termesztik, a gyökércikória fajtacsoport fajtáinak gyökeréből kávépótlót készítenek. Egyike a legősibb zöldségféléknek.

## Elterjedése
Őse a gyomként ismert mezei katáng, amelynek virágzatát forrázva gyógynövényként használják. Ebből alakultak ki a gyökeréért (pótkávénak) termesztett és a leveléért salátának termesztett változatok. Ősi alakja Európában, Afrika északi részén és Ázsiában elterjedt. Már az ókorban a görögök és rómaiak is ismerték vad és termesztett változatát is. Ma Belgiumban, Franciaországban, Hollandiában, Németországban és Olaszországban jól ismert. Hazánkban is termesztik, főleg takarmányozásra és pótkávénak.

## Fajtacsoportok
Általában az alábbi fajtacsoportokat különböztetik meg:
- Levélcikória (Foliosum Group)
- Vörös cikória (Radicchio Group)
- Gyökércikória (Sativum Group)
- Cukorsüveg-cikória (Sugarloaf Group)

Az újabb kutatások szerint csak három fajtacsoport különböztethető meg.

## Haszna
A cikória értékes zöldségnövény. Jól segíti az emésztést, sok ásványi sót, emészthető rostokat, meszet és foszfort tartalmaz. Karotin- (A-vitamin-) tartalma alig valamivel kevesebb a sárgarépáénál. Jelentős jódforrás. Inulintartalmára most figyelnek fel, amelynek kedvező hatása lehet a probiotikus bélflórára.

## Hajtatás
A nyáron termesztett növényeket október-november (amikor már tartósan alacsony a hőmérséklet) során felszedjük és a levélzetet a gyökér felső részétől 2 cm-re levágjuk és szorosan egymás mellé függőlegesen a hajtató edényben elhelyezzük egy kevés földben, és körülbelül 2 cm földréteggel borítjuk. A hajtatáshoz homokot is használhatunk. Mind a földnek, mind a homoknak kellően nedvesnek kell lennie a hajtatás alatt, de közben nem locsolhatjuk, ezért ezt még az ültetés előtt tegyük meg.

## Termelése
2023-ban a cikóriát 11 országban termesztették 1,8 ezer hektár földterületen, és az éves termésmennyisége meghaladta a 24,7 ezer tonnát. 2013 és 2023 között a cikória földterülete 16,7 ezer hektárról 1,8 ezer hektárra (89,2%) csökkent, míg a termésmennyisége 474 ezer tonnáról 24,7 ezer tonnára (94,7%) csökkent.
A világ legnagyobb cikória termelői közé tartozik Ukrajna (25,1%), Fülöp-szigetek (20,3%), Dél-afrikai Köztársaság (18,3%), Szerbia (14,3%) és Kazahsztán (11,9%). Ezek az országok a 2023-as termelésük alapján az első öt helyen álltak. 2023-ban Ukrajna, Fülöp-szigetek és Dél-Afrika az éves termés több mint felét (63,7%) adták a világ cikória termelésének. 
Legnagyobb exportáló országok Olaszország (31,4%), Spanyolország (30,2%) és Hollandia (7,5%), míg a legnagyobb importországok Németország (18,3%), Franciaország (10,7%) és Svájc (9,1%).
Magyarország nem termeszt cikóriát, így az ország behozatalra szorul. Magyarország főleg Olaszországból (49,9%), Lengyelországból (28,6%) és Spanyolországból (11%) importált cikóriát. A behozott cikória egy részét tovább értékesítette az ország, főleg Szlovákia (51,9%), Csehország (43,6%) és Lengyelország (3,1%) felé.

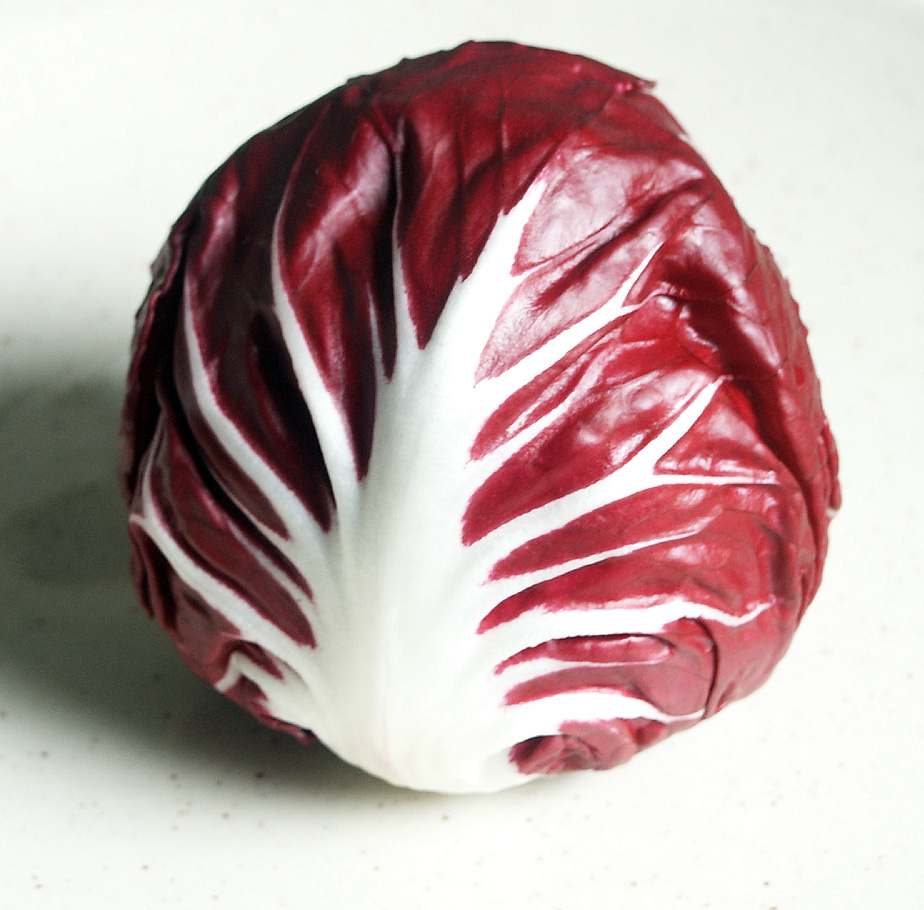
Vörös cikória, más néven radikkió

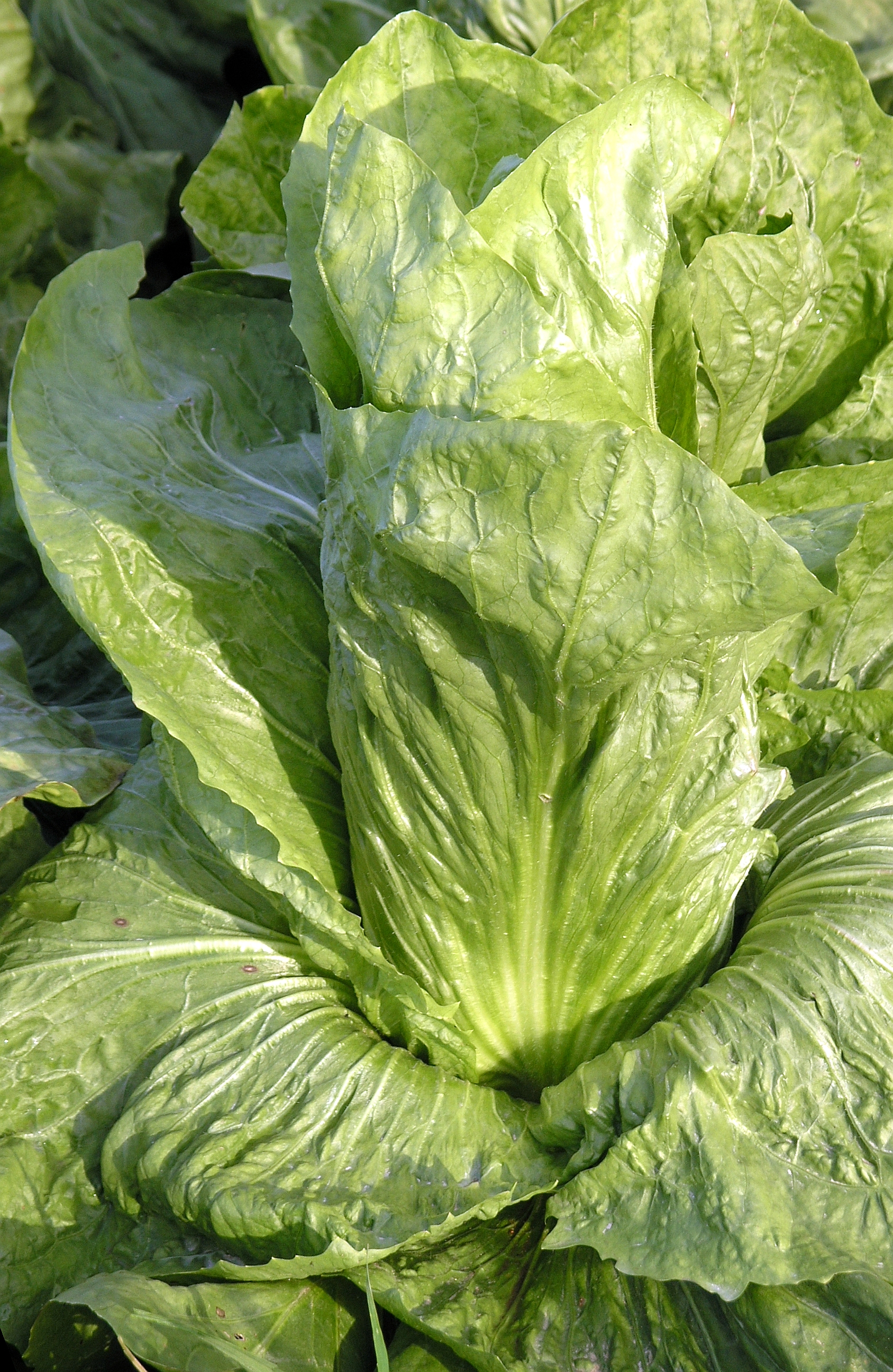
Cukorsüveg-cikória